# 熊王徳平
熊王 徳平（くまおう とくへい、1906年（明治39年）6月15日 - 1991年（平成3年）8月1日）は、日本の作家（農民文学者）・歌人。ペンネームに「五十嵐竜吉」を用いた。

## 略歴
山梨県南巨摩郡増穂町（現・富士川町）に生まれる。生家は理髪店。増穂小学校を卒業すると、稼業の理髪店を継ぐ一方で、行商も行う。
徳平は農民運動に携わり、共産党員としても活動した。1930年（昭和5年）4月には全国農民組合山梨県連合会に参加し、1931年（昭和6年）9月には日本プロレタリア作家同盟山梨支部を結成する。
作家としては、徳平の自筆年譜によれば1931年（昭和6年）に『山梨日日新聞』「日曜文芸」に初の短編「初奉公」を投稿し、中村星湖の選で掲載されたという。1940年（昭和15年）4月10日には山内一史・石原文雄らと同人誌『中部文学』を創刊し、創刊号に発表した「いろは歌留多」が『文芸』推薦の候補となる。「いろは歌留多」は同年9月の第11回芥川賞候補となる。この年の芥川賞候補には徳平と親戚関係にある農民文学者・山田多賀市の「耕土」も候補となるが、該当者無しとなる。徳平は芥川賞候補となったことで『文芸』推薦の一人である宇野浩二に師事する。
1948年（昭和23年）1月には小谷剛により名古屋で『作家』が創刊され、徳平のほかにも山梨県ゆかりの農民文学者・評論家である相田隆太郎・中村鬼十郎が作品を発表する。徳平は創刊号に「甲府盆地」を発表している。
1952年（昭和27年）6月17日には増穂町の共産党員の間で内紛によるリンチが発生し、警察による党員の検挙が行われた。同日夜には青柳公民館前でこれに対する抗議集会が行われ、暴動が発生するに至った（増穂町警襲撃事件）。
「年譜」によれば、この事件の首謀者と目された徳平には逮捕状が出される。徳平は東京へ逃れると宮城県・北海道で行商を続けるが、同年10月に出頭すると甲府刑務所に収容され、同年に保釈出所となる。なお、徳平は1967年（昭和42年）に『大森徳栄伝』においてこの事件を記している。
徳平は『作家』『文藝春秋』に増穂町町会議員選挙を題材に農民ルポターシュとして「山峡町議選誌」を連載し、1956年（昭和31年）下半期の直木賞候補となる。1977年（昭和52年）には初の短編小説集『甲府盆地』を刊行した。生地である山梨県の風土に根ざした作品を多く手掛ける。
生地の富士川町大久保の戸川渓谷には『甲府盆地』所収の短編「米と繭」の一節が刻まれた文学碑が建設されている。

## 著書
- いろは歌留多 第一芸文社 1942
- 無名作家の手記 大日本雄弁会講談社 1957
- 甲州商人 のれんの巻 五月書房 1958
- 甲州商人 行商旅の巻 五月書房 1958
- 甲州商人 刑務所の巻 五月書房 1958
- 富士川 パトリア 1958 (新鋭作家叢書)
- 狐と狸 北海道の巻 同光社出版 1959
- 赤い地図 現代社 1959　のち東邦出版社 1970
- 田舎文士の生活と意見 未来社 1961
- 河鹿川 五月書房 1969
- 狐と狸 甲州商人行状記 東邦出版社 1970
- 虎と狼 日本経済新聞社 1975
- 甲府盆地 家の光協会 1977.1
- 小説竹久夢二 光風社書店 1977.9